# Zjevení Panny Marie v Kibeho
Zjevení Panny Marie v Kibeho je mariánské zjevení, ke kterému podle katolické církve došlo mezi 28. listopadem 1981 a 28. listopadem 1989 ve škole v městečku Kibeho na jihu Rwandy.
Panna Maria se zde měla po několik let zjevovat třem dívkám (sedmnáctileté Alphonsine Mumureke, dvacetileté Nathalie Mukamazimpaka a jednadvacetileté Marie Claire Mukangango a několika dalším), představila se jim jako „Nyina wa Jambo“ (Matka Slova). K nejdelšímu a nejdramatičtějšímu vidění došlo 19. srpna 1982.
Podle svědků Panna Maria předpovídala hrůzy rwandské genocidy (k níž došlo v roce 1994) a vyzývala k modlitbám, zvláště k modlitbě růžence, za odvrácení katastrofy.
Právě ve škole, kde dívky zjevení zažily, později Hutuové zmasakrovali mnoho obyvatel včetně dětí, mezi oběťmi byla i jedna z vizionářek, Marie Claire Mukangango.
Zjevení prohlásil za hodnověrné místní biskup Augustin Misago 29. června 2001 (biskup Misago byl později obviněn z účasti na genocidě, byl ale osvobozen). Zjevení Panny Marie a Ježíše Krista oznámily i další osoby, ta však nebyla katolickou církví potvrzena. V roce 1992 byl v Kibeho na památku zjevení postaven chrám Panny Marie Bolestné.